# 青田瓯江大桥
青田瓯江大桥，位于浙江省丽水市青田县鹤城街道西门外，北依锦屏山，南接水南村头。大桥全长383.75米，桥面净宽13米，其中行车道宽11米，两侧人行道宽1米。通航要求为六级航道，可通航100吨船舶。
1992年9月16日，大桥开工，工程总投资3365万元，设计单位为浙江省交通设计院，主桥承建单位为浙江省水电建筑第二工程处。1995年10月30日，工程竣工。同年12月27日，正式通车，成为青田县境内第一座横跨瓯江主航道的大桥。

## 照片

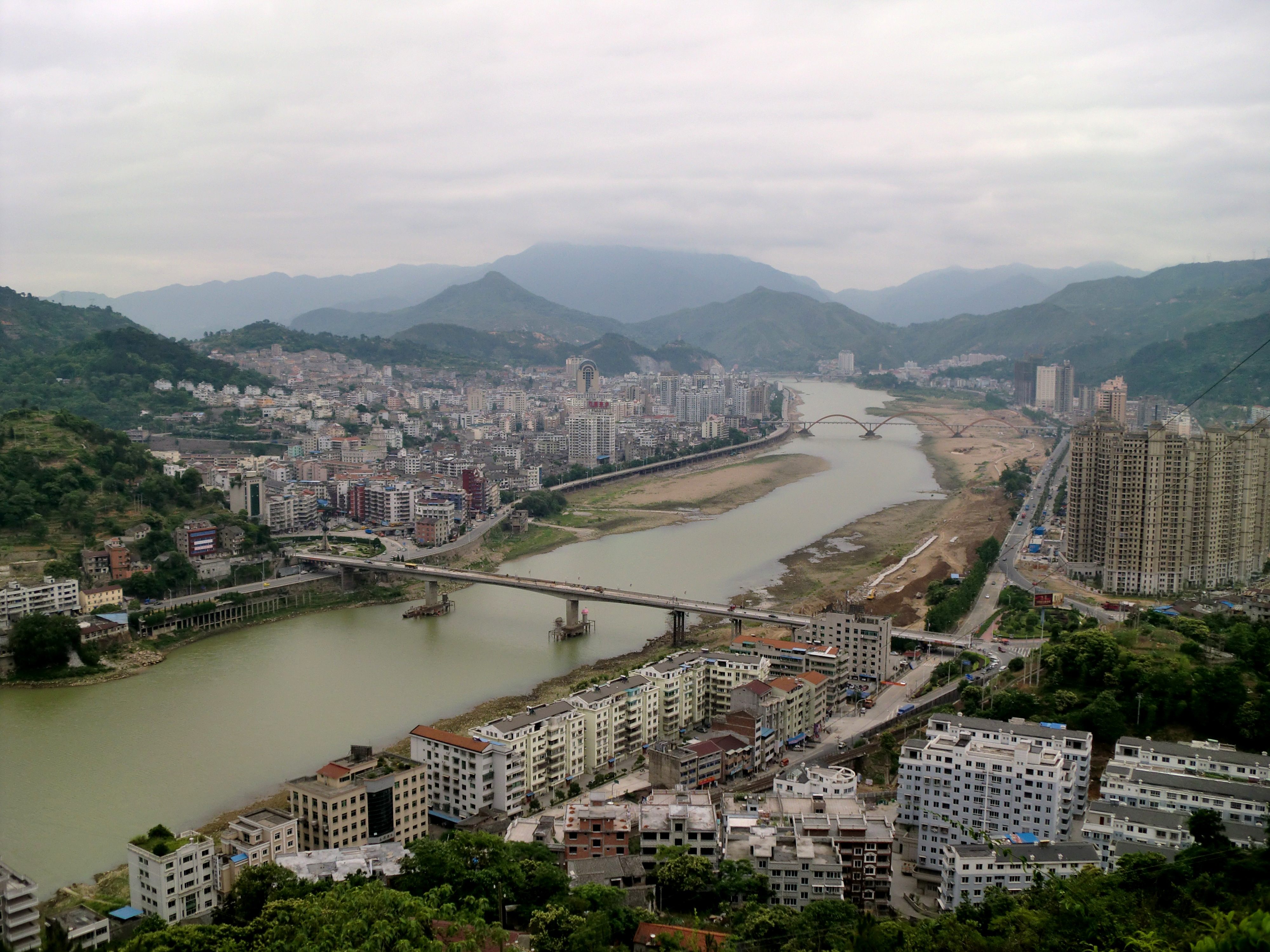
2011年的青田瓯江大桥和太鹤大桥